# 土耳其梵貓
土耳其梵貓 (土耳其語：Van Kedisi)是一種原產於現今土耳其東部凡城凡湖一帶的半長毛貓。
土耳其梵貓只有頭部和尾部有色，其餘部份皆為白色；這種樣式是受花斑白點基因(piebald white spotting gene)影響。除了貓以外，這種白变现象也在其他很多物種中出现。除了梵貓外，很多家貓都擁有這種基因。這些不屬於梵貓的品種稱為「仿梵」(Vanalike)。

## 特徵
梵貓是一種半長毛貓。雙眼通常琥珀色或藍色，或是兩者的組合。一如其他的貓因白化基因影響，藍色眼晴那邊的耳朵容易產生聽覺障礙。

多數貓有三種不同的毛，保暖的護毛、隔熱防水的芒毛和軟而捲的內層絨毛，但土耳其貓只有一種：牠的毛的質感像兔毛或 開士米羊毛，沾濕後可以迅速風乾。凡湖的氣候非常極端，梵貓會為適應天氣而換毛。毛髮在冬天會長厚，頸部的毛長得像個大襞襟。到溫暖的夏天毛髮會脫落很多，變得很短，除了尾巴依然像冬天一樣，像瓶刷子。
梵貓經常被人和土耳其安哥拉貓（一種源於土耳其中部的長毛貓）混淆，但只要將兩種貓放在一起兩者的分別便顯然可見。

## 保育
土耳其梵貓是一種純天然的貓。他們仍然出現在土耳其東部的梵湖附近。由於物種數目減少了，土耳其政府已立法保護梵貓和土耳其安哥拉貓，養殖在安卡拉動物園。現代的梵貓天生特徵依然和牠們的祖先一樣，保育計劃正研究如何保存他們獨特的運動性和忠誠的方法。
然而據1992年的一項調查發現，當時梵貓的棲息地竟然只剩下92隻純種貓。雖然土耳其政府積極展開梵貓保育工作，不但設立研究機構，還大力掃蕩走私出口梵貓的不肖份子，不過成效並不大。其中原因是當時土耳其人的年平均收入只有2500美元，但一隻純種梵貓在黑市卻可賣到數百美元。

### 相片

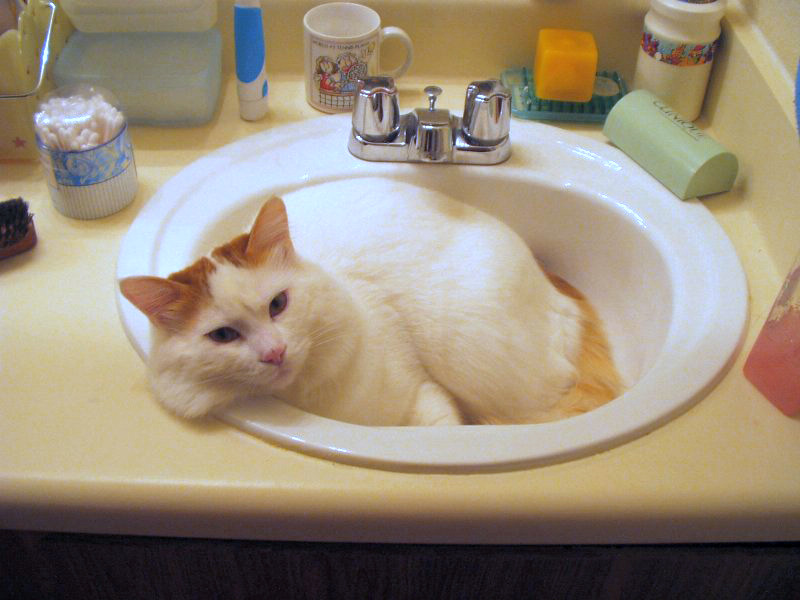
紅色虎班
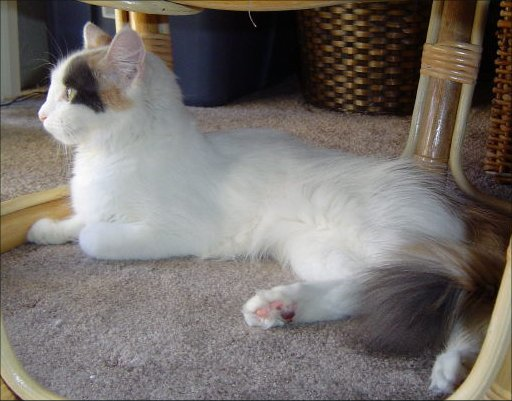
玳瑁色
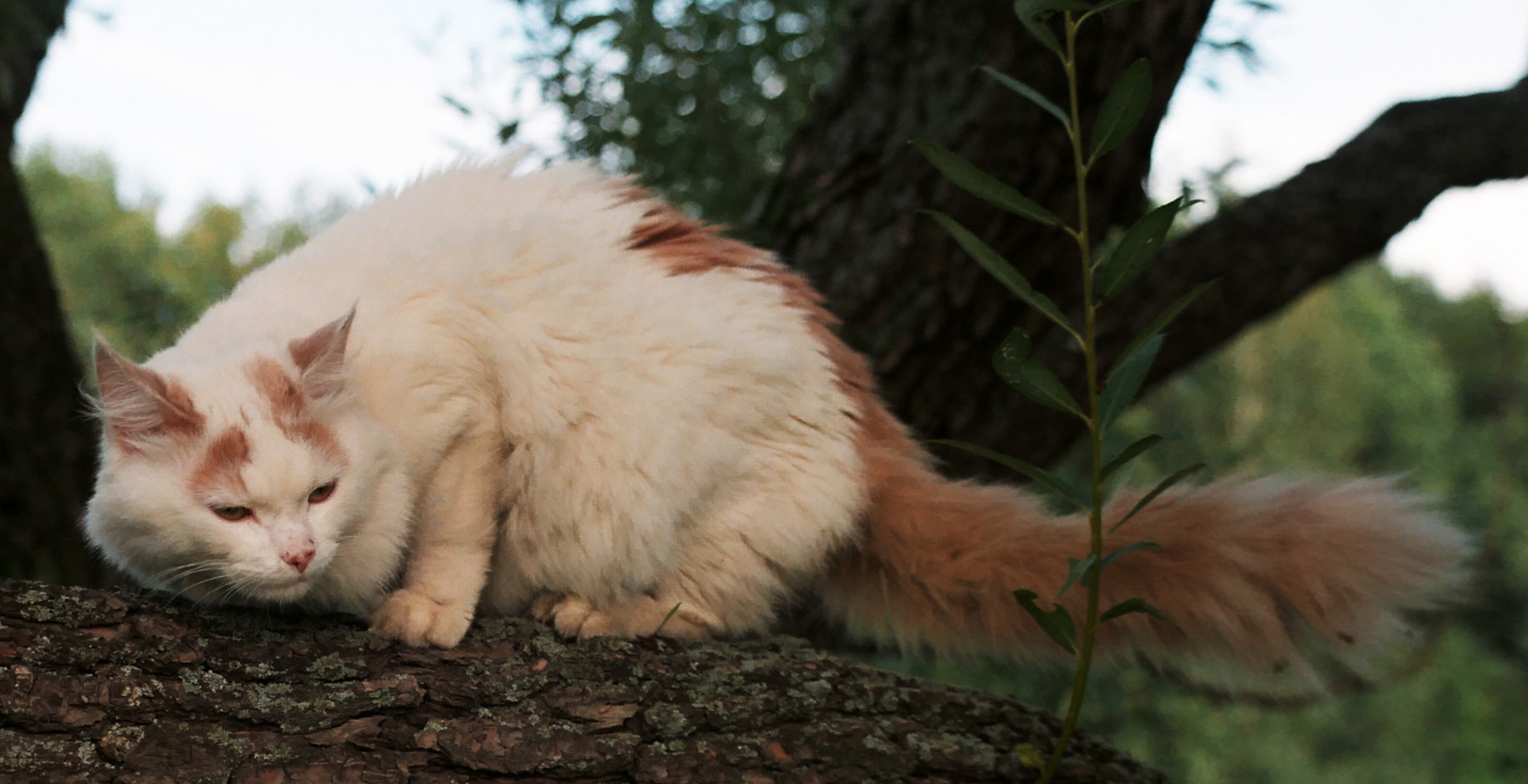
奶油色
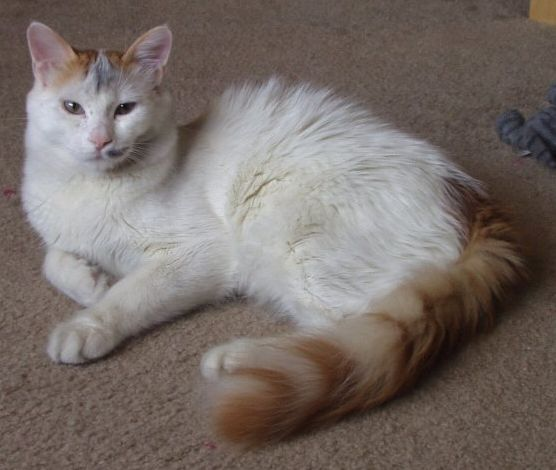
一隻雄性土耳其梵貓

## 飼養梵貓
土耳其梵貓很聰明，很容易熟習新家和新主人。梵貓喜歡跟著人們走，喜歡玩、到處跳躍。由於梵貓是跳躍高手， 所以牠差不多可以出現在家的每一角落。牠們好動，貪玩亦貪睡。經常都鍥而不捨地要搶奪引起牠興趣的物件，很多主人都稱牠們為「貓模樣的狗」，因為牠們的性格和狗很相似。
不過因為梵貓在天氣轉季的時候毛髮脫落較多，欲飼養梵貓需多加留意。

## 外部連結
- Turkish Van Breed Profile
- Turkish Van Breed Article （页面存档备份，存于）
- US Turkish Van Cat Club （页面存档备份，存于）
- UK Turkish Van Cat Club
- International Turkish Van Cat Club
- Turkish Van Breed Rescue
- Turkish Van Links and Breeders （页面存档备份，存于）
- Turkish Van discussion group
- Website of Van Municipality, using the Van cat as their symbol